# Споменик Станиславу Биничком
Споменик Станиславу Биничком се налази на Тргу косовских јунака у Крушевцу. Дело је академског вајара Томе Коматине.
Погигнут је поводом 150 година од рођења Станислава Биничког, а на предлог песника Момира Драгичевића коју су подржали Крушевачко позориште и градски челници. Свечано је откривен на платоу испред Дома синдиката на Видовдан 2022. године, у склопу обележавања дана града. Саопштено је да су новчана средства обезбеђена из донација.
Месец дана касније откривена му је и биста у родној Јасици.